# Polyploca ridens ridens
Polyploca ridens ridens é uma subespécie de insetos lepidópteros, mais especificamente de traças, pertencente à família Drepanidae.
A autoridade científica da subespécie é Johan Christian Fabricius, tendo sido descrita no ano de 1787.
Trata-se de uma subespécie presente no território português.